# Тихоголос золотодзьобий
Тихоголос золотодзьобий (Arremon aurantiirostris) — вид горобцеподібних птахів родини Passerellidae. Мешкає в Мексиці, Центральній та Південній Америці. Виділяють низку підвидів

## Опис
Довжина птаха становить 14,5-15,5 см. Виду не притаманний статевий диморфізм. Голова чорна, над очима білі смуги, що доходять до шиї, на тім'ї малопомітна сіра смуга. Дзьоб яскраво-оранжевий. Горло і передня сторона шиї білі, задня сторона шиї сіра. На грудях велика чорна пляма. Живіт білий, боки сіруваті, верхня частина тіла темно-оливкова, на плечах жовті плями. У молодих птахів дзьоб темний, забарвлення тіла однорідне темно-оливкове зі світлішим горлом.

## Підвиди
Виділяють вісім підвидів:
- A. a. saturatus Cherrie, 1891 — північно-східна Мексика, Гватемала, Беліз;
- A. a. rufidorsalis Cassin, 1865 — Гондурас і північно-західна Панама;
- A. a. aurantiirostris Lafresnaye, 1847 — західна Коста-Рика і центральна Панама;
- A. a. strictocollaris Todd, 1922 — східна Панама і північно-західна Колумбія;
- A. a. occidentalis Hellmayr, 1911 — західна Колумбія і північно-західний Еквадор;
- A. a. santarosae Chapman, 1925 — південно-західний Еквадор;
- A. a. erythrorhynchus Sclater, PL, 1855 — північна Колумбія;
- A. a. spectabilis Sclater, PL, 1855 — південно-східна Колумбія, східний Еквадор, північно-східне Перу.

## Поширення
Золотодзьобі тихоголоси поширені від Оахаки в Мексиці, через північ Центральної Америки до північного Перу. Живе в густих субтропічних і тропічних вологих лісах. Здебільшого птах мешкає в рівнинах, хоча в Коста-Риці золотодзьобий тихоголос живе на висоті до 1200 м над рівнем моря.

## Раціон
Золотодзьобі тихоголоси харчуються насінням, комахами і фруктами, шукають їжу на землі та на чагарниках. Харчуються в парах, мажують утворювати невеликі зграйки.

## Розмноження
Сезон розмноження триває з квітня по серпень. Гніздо робиться з листя, корінців, папороті та плаунів, розміщується на землі, серед повалених дерев або в дуплі. В кладці два яйця білого кольору з коричневими або чорними плямками.